# Бжид
Бжид (от Польск. Brzyd) — село в Туапсинском районе Краснодарского края. Входит в состав Джубгского городского поселения.

## Варианты названия
- Бжид-Немецкий[4],
- Бжид Немецкий[4][5],
- Бжидст[5],
- Бжидский[2].

## География
Селение расположено в долине одноимённой реки Бжид, в горно-лесной зоне. Находится в 5 км к западу от административного центра поселения — Джубги и в 65 км к северо-западу от Туапсе. Вдоль северной окраины села проходит федеральная автотрасса М4.

## История
Основано как немецкое село, выходцами из Саратовской губернии. 
До 1917 года входило в состав Туапсинского (Вельяминовского) округа Черноморской губернии. 
По состоянию на 1926 год деревня Бжид Немецкий (Бжид-Немецкий) в административном отношении входила в состав Джубгского сельсовета Туапсинского района Черноморского округа Северо-Кавказского края. В ней имелось 4 хозяйства, проживало 111 человек (в том числе 75 немцев, 24 украинца); на территории населённого пункта работала школа. 
Кроме Бжида Немецкого, в тот период существовали ещё деревни Бжид Армянский и Бжид-Плоский, также находившиеся в составе упомянутого сельсовета.

## Население
| 1920 | 1926 | 1999 | 2002 | 2010 |
| ---- | ---- | ---- | ---- | ---- |
| 162  | ↘111 | ↗738 | ↘674 | ↘571 |

## Топографические карты
- Лист карты L-37-126 Архипо-осиповка. Масштаб: 1 : 100 000. Состояние местности на 1979 год. Издание 1984 г.